# Василівка (Кобеляцька міська громада)
Васи́лівка — село в Україні, у Кобеляцькій міській громаді Полтавського району Полтавської області. Населення становить 437 осіб. Колишній центр Василівської сільської ради.

## Географія
Село Василівка знаходиться за 5 км від лівого берега річки Ворскла. На відстані 1 км від села розташоване село Гаймарівка, за 2 км — села Панське та Проскури. Село оточене великим болотом.

## Історія
12 червня 2020 року, відповідно до розпорядження Кабінету Міністрів України № 721-р «Про визначення адміністративних центрів та затвердження територій територіальних громад Полтавської області», село увійшло до складу Кобеляцької міської громади.
19 липня 2020 року, в результаті адміністративно - територіальної реформи та ліквідації Кобеляцького району, село увійшло до складу новоутвореного Полтавського району Полтавської області.

## Економіка
- ПП «Василівське».

## Об'єкти соціальної сфери
- Школа I—II ст.

## Відомі люди

### Народилися
- Васильківський Павло Гнатович (1904 — ?) — голова виконавчого комітету Ровенської обласної ради депутатів трудящих. Депутат Верховної Ради УРСР 2-го скликання.
- Валентин Голяник (нар. 1938) — український письменник.